# Anaspis horni
Anaspis horni es una especie de coleóptero de la familia Scraptiidae.

## Distribución geográfica
Habita en los Pirineos.